# Apeadeiro de Samouqueiro
O Apeadeiro de Samouqueiro foi uma gare ferroviária da Linha do Norte, que servia a zona de Samouqueiro, no concelho de Estarreja, em Portugal.

## História
Este apeadeiro inseria-se no troço da Linha do Norte entre Vila Nova de Gaia e Estarreja, que entrou ao serviço em 8 de Julho de 1863.